# Аварски каганат
Аварски каганат је назив за државу која је постојала у средњој Европи између 6. и 9. века. Основали су је Авари, народ туркијског порекла, који се доселио на те просторе 567. године из источне Европе. Према неким изворима, Каганат је био аварско-словенска држава, јер су у њој, поред Авара, знатан део становништва чинили и Словени, у статусу покореног становништва и војних савезника Авара. Каганат су уништили Франци 796. године, након чега је његова територија подељена између Франачке и Бугарске.
Прво посланство на двор у Цариград Авари су послали 557/558. године тражећи од Византије новац за борбу против њених непријатеља. Тада су живели у суседству Алана. Као последица овог договора са Византијом, Авари су покорили Оногузе, Кутригуре,Утигуре, Зале, Хуне и Сабире који су живели у црноморским (понтским) степама у периоду од 558-560. године. Друго аварско посланство је стигло у Цариград 562. године и тражило је поред новца и земљу за насељавање, већ држећи под својом влашћу Малу Скитију, данашњу Добруџу. Цариград је им понудио простор Доње Паноније али су то Авари одбили. Ново посланство Авара дошло је у Цариград 565. године нудећи војне услуге Византији у замену за подршку у борби против Западних Турака. У то време падају први продори Авара у Панонску низију, и то против Гепида 567. године. Изасланици Лангобарда тражили су савез против са Аварима против Гепида, који су тада држали Доњу Панонију и Дакију. Авари запоседају Панонску низију 568. године уништавајући Гепиде, док су Лангобарди отишли за Италију.

## Владари
- Бајан (567−582)
- Старији Бајанов син, непознато име (582−601)
- Млађи Бајанов син, непознато име (601−630)